# Meterginus zilchi
Meterginus zilchi is een hooiwagen uit de familie Cosmetidae.